# Сёдзи (нэнго)
Сёдзи  (яп. 正治 сё:дзи) — девиз правления (нэнго) японского императора Цутимикадо, использовавшийся с 1199 по 1201 год .

## Продолжительность
Начало и конец эры:
- 27-й день 4-й луны 10-го года Кэнкю (по юлианскому календарю — 23 мая 1199);
- 13-й день 2-й луны 3-го года Сёдзи (по юлианскому календарю — 19 марта 1201).

## Происхождение
Название нэнго было заимствовано из классического древнекитайского сочинения Чжуан-цзы:「天子、諸侯、大夫、庶人、此四者自正、治之美也」.

## События
даты по юлианскому календарю
- 1199 год (1-й год Сёдзи) — Ояма Толомаса был назначен на пост сюго провинции Харима и губернатором Хэйан-кё[5];
- 1200 год (10-я луна 2-го года Сёдзи) — Ходзё Токимаса стал даймё провинции Оми[6].

## Сравнительная таблица
Ниже представлена таблица соответствия японского традиционного и европейского летосчисления. В скобках к номеру года японской эры указано название соответствующего года из 60-летнего цикла китайской системы гань-чжи. Японские месяцы традиционно названы лунами.
| 1-й год Сёдзи (Земляная Коза)          | 1-я луна       | 2-я луна   | 3-я луна*              | 4-я луна  | 5-я луна* | 6-я луна | 7-я луна  | 8-я луна*  | 9-я луна    | 10-я луна* | 11-я луна  | 12-я луна* |               |
| -------------------------------------- | -------------- | ---------- | ---------------------- | --------- | --------- | -------- | --------- | ---------- | ----------- | ---------- | ---------- | ---------- | ------------- |
| Юлианский календарь                    | 28 января 1199 | 27 февраля | 29 марта               | 27 апреля | 27 мая    | 25 июня  | 25 июля   | 24 августа | 22 сентября | 22 октября | 20 ноября  | 20 декабря |               |
| 2-й год Сёдзи (Металлическая Обезьяна) | 1-я луна*      | 2-я луна   | 2-я луна* (високосная) | 3-я луна  | 4-я луна* | 5-я луна | 6-я луна  | 7-я луна*  | 8-я луна    | 9-я луна   | 10-я луна* | 11-я луна  | 12-я луна*    |
| Юлианский календарь                    | 18 января 1200 | 16 февраля | 17 марта               | 15 апреля | 15 мая    | 13 июня  | 13 июля   | 12 августа | 10 сентября | 10 октября | 9 ноября   | 8 декабря  | 7 января 1201 |
| 3-й год Сёдзи (Металлический Петух)    | 1-я луна       | 2-я луна*  | 3-я луна*              | 4-я луна  | 5-я луна* | 6-я луна | 7-я луна* | 8-я луна   | 9-я луна    | 10-я луна  | 11-я луна* | 12-я луна  |               |
| Юлианский календарь                    | 5 февраля 1201 | 7 марта    | 5 апреля               | 4 мая     | 3 июня    | 2 июля   | 1 августа | 30 августа | 29 сентября | 29 октября | 28 ноября  | 27 декабря |               |

* звёздочкой отмечены короткие месяцы (луны) продолжительностью 29 дней. Остальные месяцы длятся 30 дней.